# Остролодочник Мертенса
Остроло́дочник Ме́ртенса (лат. Oxytropis mertensiana) — вид двудольных растений рода Остролодочник (Oxytropis) семейства Бобовые (Fabaceae).
Впервые описан российским ботаником Николаем Степановичем Турчаниновым в 1840 году и назван в честь немецкого ботаника и путешественника Андрея Карловича Мертенса.

## Распространение и среда обитания
Известен из России (Северный Урал, Красноярский край, Якутия, Чукотский автономный округ) и США (Аляска).
Растёт на хорошо увлажнённых гористых участках, каменистых водотоках, в тундре и по берегам рек.

## Ботаническое описание
Светолюбивое травянистое растение с почти утраченным стеблем.
Листья сложные; нижние листья однолисточковые, верхние состоят из трёх, реже четырёх — пяти листочков. Листочки ланцетовидные, зелёные в верхней и сизоватые с нижней части, голые или (редко) с рассеянными белыми волосками.
Соцветие кистевидное, с двумя — четырьмя цветками; цветок с трубчатой, покрытой преимущественно чёрными волосками чашечкой и бледно-фиолетовым или красно-фиолетовым венчиком.
Плод — продолговатый, почти одногнёздный боб.
Число хромосом — 2n=16.

## Значение и применение
Летом хорошо поедается северным оленем (Rangifer tarandus).

## Природоохранная ситуация
Остролодочник Мертенса занесён в Красные книги республики Коми и Ямало-Ненецкого автономного округа (Россия).

## Синонимы
Синонимичные названия:
- Aragallus mertensianus (Turcz.) Greene
- Spiesia mertensiana (Turcz.) Kuntze